# Festspiele im Schlossgarten

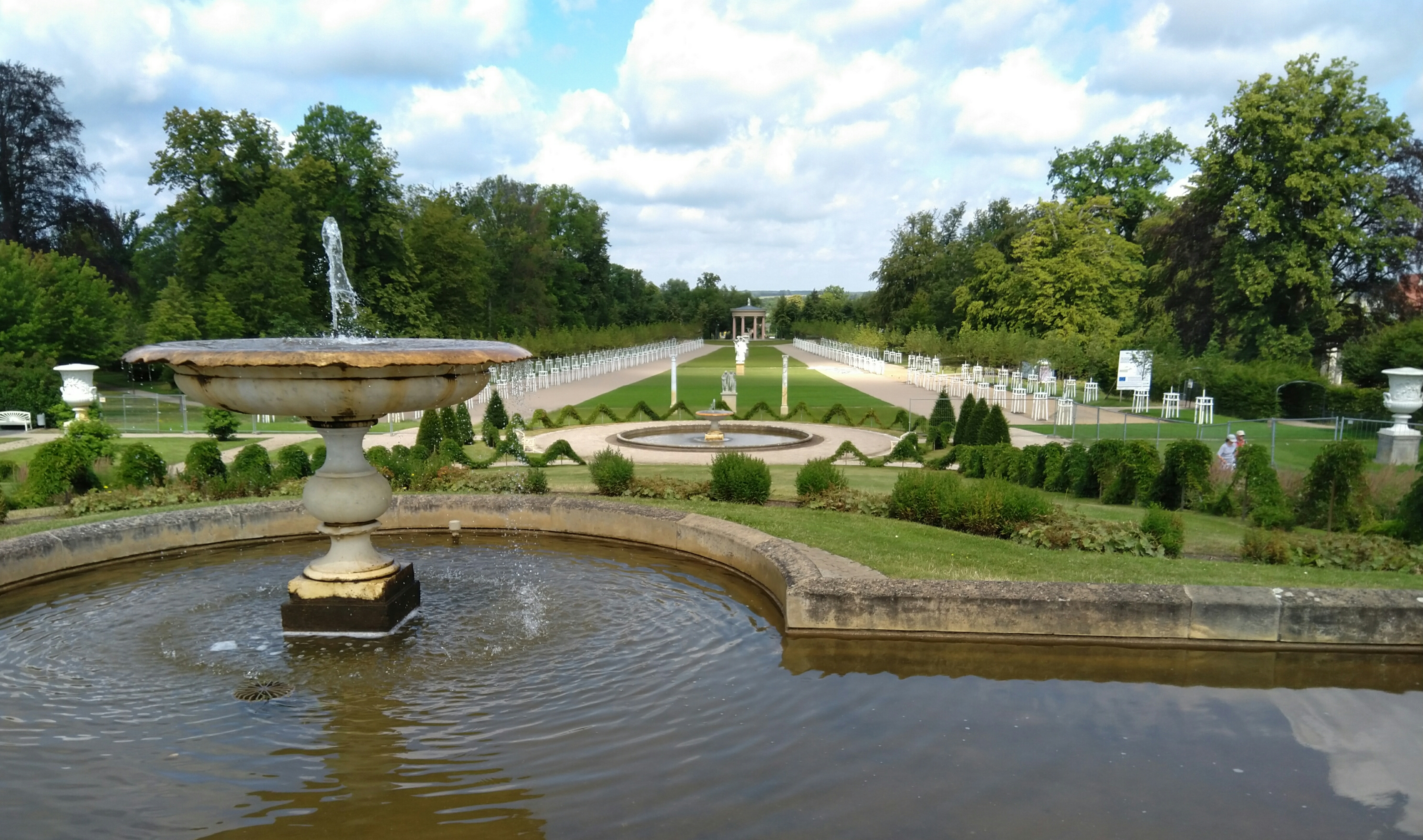
Barocker Schlossgarten

Die Festspiele im Schlossgarten (auch Schlossgarten-Festspiele bzw. Schlossgartenfestspiele) finden seit 2001 jährlich von Mitte Juli bis Mitte August auf dem Schlossberg in Neustrelitz statt. Jedes Jahr werden dort Operetten und Opern aufgeführt. 

## Geschichte
Die Festspiele im Schlossgarten wurden von Christoph Dammann, dem ehemaligen künstlerischen Betriebsdirektor des Landestheaters Neustrelitz, gemeinsam mit Lothar Kempf gegründet.
Anlässlich der 300-Jahr-Feier des Herzogtums Mecklenburg-Strelitz fanden die Schlossgartenfestspiele mit einem Operetten-Pasticcio über Königin Luise nach einer Idee von Christoph Dammann, mit Musik von Johann Strauss, Jacques Offenbach und Walter Kollo, sowie einem Text des Autors Horst Vinçon. Von 2001 bis 2012 war der Schlosspark Neustrelitz Spielort für die Schlossgartenfestspiele. In dieser Zeit besuchten jeden Sommer besuchten über 30.000 Zuschauer die Festspiele. 
Auf Grund der Sanierung des Schlossparks wurden die Festspiele 2013 auf den Schlossberg in unmittelbarer Nähe der Schlosskirche Neustrelitz verlegt. Seitdem finden die Festspiele jährlich auf dem Schlossberg statt. Im Jahr 2019 kamen rund 14.000 Zuschauer zu den Festspielen.

## Übersicht der Inszenierungen
| Spielzeit | Spielzeitraum             | Inszenierung                       | Inszenierungsart    | Komposition | Regie                           | Weitere Inszenierungen                                                                  |
| --------- | ------------------------- | ---------------------------------- | ------------------- | --- | ------------------------------- | --------------------------------------------------------------------------------------- |
| 001.      | 14. Juni – 8. Juli 2001   | Königin Luise – Königin der Herzen | Operetten-Pasticcio | Musik u. a. von Johann Strauss, Jacques Offenbach & Carl Millöcker; Textbuch von Horst Vinçon (nach einer Idee von Christoph Dammann) | Wolfgang Lachnitt               | Kein weitere Inszenierung                                                               |
| 002.      | 2002                      | Im weißen Rössl                    | Singspiel           | Ralph Benatzky | Wolfgang Lachnitt               | Kein weitere Inszenierung                                                               |
| 003.      | 2003                      | Die Csárdásfürstin                 | Operette            | Emmerich Kálmán | Wolfgang Lachnitt               | Kein weitere Inszenierung                                                               |
| 004.      | 19. Juni – 18. Juli 2004  | Königin Luise – Eine Königin tanzt | Operetten-Libretto  | Oliver Hohlfeld | Wolfgang Lachnitt               | Kein weitere Inszenierung                                                               |
| 005.      | 2005                      | Die lustige Witwe                  | Operette            | Franz Lehár | Wolfgang Lachnitt               | Kein weitere Inszenierung                                                               |
| 006.      | 2006                      | Der Vogelhändler                   | Operette            | Carl Zeller | Wolfgang Lachnitt               | Kein weitere Inszenierung                                                               |
| 007.      | 2007                      | Eine Nacht in Venedig              | Operette            | Johann Strauss | Wolfgang Lachnitt               | Ronja Räubertochter von Astrid Lindgren                                                 |
| 008.      | 2008                      | Frau Luna                          | Operette            | Paul Lincke | Wolfgang Lachnitt               | Peter Pan von J. M. Barrie                                                              |
| 009.      | 2009                      | Die Fledermaus                     | Operette            | Johann Strauss | Adriana Altaras                 | Das Dschungelbuchvon Rudyard Kipling (Fassung von Konstantin Wecker und Christian Berg) |
| 010.      | 2. Juli – 1. August 2010  | Königin Luise – Königin der Herzen | Operetten-Pasticcio | Musik u. a. von Johann Strauss, Jacques Offenbach & Carl Millöcker; Textbuch von Horst Vinçon (nach einer Idee von Christoph Dammann) | Wolfgang Lachnitt               | Pippi Langstrumpf von Astrid Lindgren                                                   |
| 011.      | 1. Juni – 15. Juli 2011   | Das Land des Lächelns              | Operette            | Franz Lehár | Jürgen Pöckel                   | In 80 Tagen um die Welt von Jules Verne                                                 |
| 012.      | 12. Juni – 15. Juli 2012  | Der Bettelstudent                  | Operette            | Carl Millöcker | Wolfgang Lachnitt               | Des Kaisers neue Kleider von Hans Christian Andersen                                    |
| 013.      | 21. Juni – 14. Juli 2013  | Gräfin Mariza                      | Operette            | Emmerich Kálmán |                                 | Keine weitere Inszenierung                                                              |
| 014.      | 4. Juli – 27. Juli 2014   | Der Graf von Luxemburg             | Operette            | Franz Lehár |                                 | Keine weitere Inszenierung                                                              |
| 015.      | 3. Juli – 26. Juli 2015   | Hello, Dolly!                      | Musical             | Jerry Herman |                                 | Keine weitere Inszenierung                                                              |
| 016.      | 8. Juli – 31. Juli 2016   | Im weißen Rössl                    | Singspiel           | Ralph Benatzky |                                 | Keine weitere Inszenierung                                                              |
| 017.      | 7. Juli – 30. Juli 2017   | Der Zigeunerbaron                  | Operette            | Johann Strauss | Jürgen Pöckel                   | Keine weitere Inszenierung                                                              |
| 018.      | 6. Juli – 29. Juli 2018   | Wie einst im Mai                   | Operette            | Walter Kollo & Willi Kollo | Reinhardt Friese                | Keine weitere Inszenierung                                                              |
| 019.      | 18. Juni – 21. Juli 2019  | Die Bajadere                       | Operette            | Emmerich Kálmán | Pascale-Sabine Chevroton        | Keine weitere Inszenierung                                                              |
| 020.      | 26. Juni – 18. Juli 2020  | Pariser Leben                      | Operette            | Jacques Offenbach | Auf Grund von COVID-19 abgesagt | Auf Grund von COVID-19 abgesagt                                                         |
| 020.      | 18. Juni – 10. Juli 2021  | Pariser Leben                      | Operette            | Jacques Offenbach | Sven Müller                     | Keine weitere Inszenierung                                                              |
| 021.      | 1. Juli – 23. Juli 2022   | Carmen                             | Oper                | Georges Bizet | Marc Adam                       | Dogs vom Jungen Staatstheater Parchim                                                   |
| 022.      | 7. Juli – 29. Juli 2023   | Viktoria und ihr Husar             | Operette            | Paul Abraham | Birgit Kronshage                | The Magic of Queen Classic von Engelstaedter                                            |
| 022.      | 7. Juli – 29. Juli 2023   | Viktoria und ihr Husar             | Operette            | Paul Abraham | Birgit Kronshage                | Carmina Burana von der Deutschen Tanzkompanie                                           |
| 023.      | 12. Juli – 3. August 2024 | Ein Walzertraum                    | Operette            | Oscar Straus | Roman Hovenbitzer               |                                                                                         |
| 024.      | 18. Juli – 8. August 2025 | Die Zirkusprinzessin               | Operette            | Emmerich Kálmán | Jasmin Solfaghari               |                                                                                         |

## Trivia
Veranstalter der Festspiele ist die Theater und Orchester GmbH Neubrandenburg/Neustrelitz. Die Inszenierungen werden mit dem hauseigene Musiktheaterensemble, Gastschauspielern, Bürgern der Stadt Neustrelitz, der Deutschen Tanzkompanie Neustrelitz und der Neubrandenburger Philharmonie gestaltet.
Neben den Operetten-Inszenierungen werden auch vereinzelt Kinderstücke angeboten, welche auf der Hauptbühne auf dem Schlossberg stattfinden. Zwischen 2001 und 2012 fanden diese ebenfalls auf der Hauptbühne im Schlossgarten oder in einem Zirkuszelt auf dem Schlossberg statt. Ebenso werden auch Konzerte diverser Bands und verschiedene Gala-Abende veranstaltet. 
Die Festspiele im Schlossgarten gelten als die größten Operettenfestspiele Deutschlands.